# セルゲイ・アブラモフ
セルゲイ・ボリソヴィチ・アブラモフ（Сергей Борисович Абрамов, Sergei Borisovich Abramov, 1972年2月23日 - ）は、チェチェン共和国首相。短期間ではあるが、同国大統領代行も務めた。
1972年2月23日モスクワに生まれる。モスクワ国立経済大学を卒業後、1989年から科学生産合同「エレクトロプラヴォード」に勤務する。1995年から1999年までウズベキスタンのガロバンク（ウズベキスタン共和国特別商業銀行）に勤務する。2000年全露医学技術専門学校副支配人を経て、2002年からチェチェン共和国蔵相。2003年ロシア連邦の会計検査院検査局主任となる。
2004年3月アフマド・カディロフ・チェチェン大統領の下で首相に就任。チェチェン紛争によって荒廃したチェチェンを再建すべくロシア連邦政府からチェチェンに送り込まれた。2004年5月9日カディロフが暗殺され、大統領代行となる。10月にアル・アルハノフが大統領に就任したため、大統領代行を解かれ首相専任となる。
2006年2月28日、アブラモフは、アフマド・カディロフの息子、ラムザン・カディロフが首相に就任することを条件に辞表を提出した。
| 公職                      | 公職                                  | 公職                      |
| ------------------------- | ------------------------------------- | ------------------------- |
| 先代 アフマド・カディロフ | チェチェン共和国大統領 （代行）2004年 | 次代 アル・アルハノフ     |
| 先代 Эли Исаев            | チェチェン共和国首相 2004年 - 2006年  | 次代 ラムザン・カディロフ |